# Чистов Сергій Олександрович
Сергій Олександрович Чистов (24 березня 1930, село Мануїлово Орєхово-Зуївського округу, тепер Шатурського району Московської області, Російська Федерація — 25 квітня 2018, місто Сімферополь) — український радянський діяч, 1-й секретар Керченського міського комітету КПУ Кримської області. Депутат Верховної Ради УРСР 9—10-го скликань.

## Біографія
Народився в селянській родині. У 1947 році закінчив Покровську середню школу Московської області РРФСР.
У 1947—1953 роках — студент суднобудівного факультету Московського технічного інституту рибної промисловості і господарства.
У 1953—1956 роках — старший інженер-конструктор, майстер, начальник суднокорпусного цеху Керченської судноверфі Кримської області.
У 1956—1958 роках — 2-й секретар Керченського міського комітету ЛКСМУ Кримської області.
Член КПРС з 1957 року.
У 1958—1961 роках — 1-й секретар Керченського міського комітету ЛКСМУ Кримської області.
У 1961—1962 роках — інструктор відділу організаційно-партійної роботи Кримського обласного комітету КПУ.
У 1963—1964 роках — заступник начальника цеху Керченського заводу «Залив» Кримської області.
У 1964—1966 роках — голова Керченського міського комітету партійно-державного контролю, у 1966—1968 роках — голова Керченського міського комітету народного контролю.
У 1968—1970 роках — слухач Вищої партійної школи при ЦК КПРС.
У 1970—1974 роках — секретар, 2-й секретар Керченського міського комітету КПУ Кримської області.
У 1974—1984 роках — 1-й секретар Керченського міського комітету КПУ Кримської області.
У 1985—1990 роках — голова Партійної комісії Кримського обласного комітету КПУ.
Потім — на пенсії в місті Сімферополі Автономної Республіки Крим.
З 1998 року — помічник голови, відповідальний секретар Рахункової палати Верховної Ради Автономної Республіки Крим.

## Нагороди
- орден Трудового Червоного Прапора
- ордени
- медаль «За доблесну працю. В ознаменування 100-річчя з дня народження Володимира Ілліча Леніна» (1970)
- медалі
- почесний громадянин міста Керчі (2003)